# Vàkhrino
Vàkhrino (en rus: Вахрино) és un poble del krai de Perm, a Rússia, que pertany al districte rural de Bolxessosnovski. El 2010 tenia 21 habitants.